# 赫氏深麗魚
赫氏深麗魚，為輻鰭魚綱鱸形目隆頭魚亞目慈鯛科的其中一種，分布於非洲坦干伊喀湖流域，棲息深度60-126公尺，體長可達15.1公分，棲息在中底層水域，生活習性不明，可作為觀賞魚。